# أندرو ويلسون (مهندس المناظر الطبيعية)
أندرو ويلسون (بالإنجليزية: Andrew Wilson)‏ هو مهندس المناظر الطبيعية بريطاني، ولد في 1959.